# Alexanderplein
L'Alexanderplein, également connue en français en tant que place Alexandre, est une place de la capitale néerlandaise Amsterdam, située dans le district de Centrum dans le prolongement de la Plantage Middenlaan, à l'intersection avec Sarphatistraat et à proximité du Tropenmuseum. Elle est nommée en 1886 en l'honneur du prince Alexandre des Pays-Bas, plus jeune fils du roi Guillaume III.
La Muiderpoort, l'une des cinq portes principales d'accès à la ville d'Amsterdam dans le système de fortifications du XVIIe siècle, se trouve au milieu de la place. Elle y est construite en 1770 pour remplacer une ancienne porte datant de 1663. La place est desservie par la ligne 19 du tramway d'Amsterdam, joignant la gare d'Amsterdam Sloterdijk au nord-ouest à Diemen au sud-est.